# Jose Domingo Restrepo Uribe
Jose Domingo Restrepo Uribe, né à Medellín le 4 août 1852 et mort avant septembre 1911, est un homme politique (libéral radical), général, intellectuel, propriétaire Colombien.

## Introduction
À la fin du XIXe siècle, soixante-dix ans après avoir obtenu son indépendance de l'Espagne, la république de Colombie comptait moins de cinq millions d'habitants, contrôlés par une élite d'environ trois mille propriétaires de vastes haciendas, pour la plupart des politiciens et des hommes d'affaires, quand ils n'étaient pas avocats, écrivains ou grammairiens, ce qui justifiait le nom d' " Athènes de l'Amérique du Sud " donné à la capitale, Bogota. Jose Domingo Restrepo et sa famille faisait partie de cette élite. En effet, il est le fils de Victoriano Restrepo Uribe, un des notables de Medellin les plus riches de son époque et de sa deuxième épouse Sótera Uribe Restrepo. Il est aussi le frère de Pedro Restrepo Uribe qui fut président de l'État d'Antioquia.

## Activités agricoles
À l'instar de leur père qui  fut le premier à planter des caféiers dans la municipalité de Concordia, José Domingo et son frère Lucio Restrepo furent les premiers propriétaires terriens à introduire la culture de la Panicum maximum "india" dans le département d’Antioquia. C’est un fourrage très répandu en zone tropicale qui est  apprécié pour ses rendements élevés, sa facilité de récolte et ses valeurs nutritives. En effet, la revue de la Faculté Nationale d'agronomie de Medellin en 1939 évoque l'introduction par Lucio et José Domingo Restrepo dans le département d'Antioquia  de la  plante dénommée "herbia india" qu'ils  ont trouvée dans le département de Tolima.

## Activités minières
Sur la période 1870-1881, la Colombie a exporté 2,9 millions de pesos or. 68 % de ces exportations provenaient du Département d'Antioquia, en dépit d'une baisse temporaire des exportations d'or et d'argent entre 1876 et 1877. En avril 1887, Salvador Camacho Roldan évoque dans ses notes de voyage sa traversée en train d'une zone aurifère de plus de douze lieues située à 800 mètres d'altitude dans le département d'Antioquia. Il écrit que Jose Domingo Restrepo, jeune homme intelligent et énergique, associé à quelques capitalistes américains, s'occupait de l'exploitation des mines de "Las Colonias", situées dans la vallée du rio Nuz.  Sa compagnie était promise p.149à un grand avenir grâce aux chemins de fer qui permettaient le transport facile et peu onéreux des machines.

## Carrière littéraire
Il fut également écrivain dans différents journaux comme La Palestra, "La Arena" mais aussi dans le journal panaméen El Star And Herald dans lequel il écrivit en mai 1884 un article traitant  d'un livre sur les mines d'or et d'argent en Colombie.

## Carrière politique
À Medellin, le 10 avril 1880, il est un des 109 signataires du manifeste remerciant le Général Ricardo Lésmez, Commandant général des forces nationales en opération qui  a rétabli l’ordre dans le département d’Antioquia et qui a permis à Pedro Restrepo Uribe de retrouver la Présidence de l'État d'Antioquia.
À Bogota, il siégea comme élu radical de 1880 à 1884 à la chambre des représentants de Colombie pour Antioquia avec Luis Eduardo Villegas, Ismael Ocampo, Mario Arana (Vicente Villegas U.), Belisario Gutiérrez, Benjamín Palacio, Carlos Vélez S.

## Carrière militaire
On ne sait pas exactement quand a débuté l'activité militaire de Jose Domingo Restrepo. Il est  rapporté que pendant les périodes de guerre, de nombreuses églises furent profanées, comme celle de  Sonsón qui fut durant huit jours transformée en caserne  par le général José Domingo Restrepo, selon P. Daniel F. Sanchez. Les animaux mangeaient le maïs et la canne à sucre dans  les bénitiers, les soldats entreposaient leur nourriture dans les niches, dormaient avec leurs femmes sur les autels et jouaient aux dés et aux cartes. L'orgue fut en partie détruit, les cloches ont été l'objet d'amusement et les missels se trouvant dans le chœur ont été déchirés. Il n’est pas certain que le Général Restrepo  ait participé à la Guerre civile colombienne (1876-1877) opposant 26 000 conservateurs  dirigeant les États d'Antioquia et de Tolima, aux 43 000 libéraux qui en sortirent finalement vainqueurs. Au cours de ce conflit, l'État d'Antioquia perdit 20000 de ses fils. Les libéraux prirent le pouvoir dans ce même État le 5 avril 1877. Mécontents d'avoir perdu le pouvoir et désireux de le reprendre, les conservateurs menèrent une révolution armée  dans l'État d'Antioquia en janvier 1878. Elle prit fin au milieu du mois de février 1879 dans l'ultime et cruel combat de Salamina, à l'issue duquel les conservateurs se rendirent. Plus de la moitié des combattants y succombèrent.
En revanche, il est clairement établi que le Général Restrepo était en activité en 1879. En effet, il est rapporté  qu'en août 1879, à Fredonia, des libéraux d'Antioquia ont saccagé l'église  dans laquelle ils ont bu publiquement de l'alcool  dans le calice. Sont cités José Domingo Restrepo, Luis Bustamante et un dénommé Bermudez. Il est évident que les faits qui sont reprochés aux libéraux sont à considérer avec la plus grande prudence car ils ont été relatés par une faction catholique et conservatrice de l'Église colombienne pour critiquer le libéralisme comme système anti- ecclésiastique et maçon. En réalité, ces "sacrilèges" n'eurent pas l'ampleur des persécutions religieuses qui ont pu avoir lieu dans d'autres pays et dans d'autres temps.
Le 1er avril 1884, le libéral Rafael Nuñez est réélu à la présidence avec l'appui du parti conservateur. En janvier 1885, sept États s'insurgent. Leurs forces occupent l'embouchure du río Magdalena et les ports de Barranquilla, Panama, Colón (ville du Panama) et Buenaventura (Valle del Cauca). Núñez, avec l'appui des États-Unis d'Amérique, entre en campagne afin de rétablir l'ordre. C'est dans ce contexte que le libéral  José Domingo Restrepo, qui venait de Medellin avec les troupes libérales sous les ordres de son oncle, le gouverneur Luciano Restrepo, a réuni les principaux libéraux de Manizales, à commencer par le  Préfet Daniel Gomez, exigeant d'eux une forte contribution de  guerre.  Il prit le commandement d'une partie de l’armée rebelle à Honda (Tolima).  Le 16 janvier, des renforts venus de  Tolima et d’ailleurs, sous les ordres des Commandants Caicedo et Chaves, arrivèrent à Honda. Ils furent accueillis comme des frères par le général Restrepo. Digne héritier de la noble chevalerie, il  leur offrit l'hospitalité, les accueillant dans ses quartiers et partageant le pain de ses soldats. Sur les ordres du Général en chef Adolfo Amador, le Général Restrepo resta  avec une partie des forces libérales à Honda. Le reste de l’armée fut envoyée au centre de l’état d’Antioquia  ou bien se consacra à la défense des ports  comme Puerto Berrío. Le 19 janvier, le gouvernement reçut par télégramme les renseignements recueillis par Mr J Gregorio Gutierrez P. sur les forces dont disposait le Général Restrepo à Honda : 300 hommes mal armés, un canon sur un train blindé et un autre sur une colline. Fort de ces renseignements, le Général Juan Nepomuceno Mateus arriva à la tête de 3 000 hommes de la Garde Nationale et encercla Honda. Le 29 janvier, jugeant que la position était dangereuse, le Général Restrepo demanda au bataillon « Cazadores » de retraverser le fleuve et de quitter leur poste avancé. Ils se positionnèrent à « Salto » dont la topographie leur était plus favorable. Dans le même temps, les forces gouvernementales obtinrent de nouveaux renseignements  sur la défense de Honda par le Colonel Dimas Atestua. Les hostilités débutèrent le 31 janvier entre Honda et Las Yeguas.  Dans la nuit du 1er au 2 février, le Général Adolfo Amador et son état-major arrivèrent à Honda par bateau. Ils débarquèrent des armes dont une pièce d’artillerie qui fut placée sur une des maisons les plus hautes de la ville et une mitrailleuse qui fut montée sur un train.  Le 2 février, après trois jours de combats, Honda tomba aux mains du Général Mateus. Le 5 février, le Général Restrepo prit part à la contre-attaque de l’armée rebelle qui avait regroupée ses dernières forces. Ce dernier combat qui se déroula dans les rues de la ville ne dura que quelques heures et son issue fut défavorable aux rebelles. À la fin des hostilités, on dénombra 20 rebelles tués dont les généraux Adolfo Amador et Vergara.   José Domingo Restrepo fut fait prisonnier avec plus de 100 hommes de troupe. Ce même jour, le Général Mateus envoya un télégramme au Président Núñez indiquant que les forces révolutionnaires de l’État d’Antioquia étaient détruites. Le 8 février 1885, les prisonniers devaient être transférés par la Division du général Castaneda vers Bogota, à l'exception de José Domingo Restrepo qui était malade. Il profita de cette occasion pour s’enfuir avec le Général Coriolan Amador. Ils arrivèrent à Barranquilla le 12 mars 1885. Amador  partit pour New York et Restrepo pour la Jamaïque.
Néanmoins, les représailles de la politique de Regeneración n'ont pas épargné sa famille restée en Colombie. En 1885, ses deux frères, les Généraux Pedro et Lucio ont été rayés des cadres militaires. Et pour couronner le tout, Raphaël Núñez  obligea son père, Don Victoriano Restrepo Uribe, à payer un lourd impôt  de 30.000 Dollars (comme d'autres libéraux de Medellín).

## Exil et retour en Amérique du Sud
On ne sait pas la date exacte de sa venue en France mais, le 13 décembre 1892, il arrive à New York (Ellis Island), en provenance de Kingston (Jamaïque) en transit pour la France, à bord du navire "Adirondack". À cette date, il est enregistré comme passager, citoyen des États-Unis d'Amérique, mineur de profession. Au début de l'année  1893, il vit à Paris, 27 rue Le Peletier, dans le neuvième arrondissement. En effet, le 12 janvier 1893, il se marie  à Nanterre, avec Jeanne Bayot, une française. Peu de temps après son mariage, le couple part vivre à Valencia (Venezuela). C’est là que naissent leurs enfants Henri en 1894 et Jose Domingo en 1896. Jose Domingo Restrepo  a alors pour activité principale l'agriculture, même s'il continue toujours son activité politique depuis sa terre d'exil. Avec le jeune écrivain Francisco Pereira Castro, le Général José Domingo Restrepo fut un des plus proches lieutenants du Général  Avelino Roses, originaire du Cauca et exilé  au Venezuela de 1887 à 1893 avant son expulsion à  Curaçao par le président  Vénézuélien Joaquín Crespo. L'île hollandaise de Curaçao, dans les Caraïbes, était devenue un havre de paix pour les exilés politiques. De là, Roses a continué à conspirer contre le gouvernement Colombien, jouant de  son prestige pour promouvoir une insurrection des libéraux radicaux. Il avait constitué une équipe d'émissaires qui a pu circuler entre le Venezuela, le Costa Rica, le Nicaragua, la Colombie et d’autres endroits dans les Caraïbes. La concentration de radicaux latino-américains au Costa Rica a été ce que Carlos E. Jaramillo a qualifié d’« Internationale libérale », présentée aussi par l'historien équatorien Nuñez Sanchez (en) comme "Internationale révolutionnaire". C’était un projet ambitieux, partagé par les dirigeants libéraux latino-américains, qui visait à établir dans leurs pays des régimes laïcs, démocratiques et républicains.
D’ailleurs, le 1er décembre 1893, un journal du Costa Rica présente ses  vœux chaleureux et respectueux de bienvenue au  Général José Domingo Restrepo et au Docteur Eduardo Uribe Restrepo, tous les deux fils de Medellin, capitale du département d'Antioquia. Il est dit du Général qu’il a souvent empoigné le fusil et l'épée sur les champs de bataille où il a gagné les galons qu’il porte aujourd’hui et dont il peut être fier. L’article ajoute qu’ « en Colombie, le talent des Restrepo est héréditaire » et demande aux lecteurs du journal « Diarito » s’ils ont déjà vu parmi eux un  général millionnaire.
Même installé au Venezuela après sa parenthèse parisienne, Jose Domingo Restrepo ne fut pas épargné par les attaques et les manipulations de ses anciens opposants. Il se retrouva malgré lui impliqué dans une sombre affaire :
Un article du journal  « El Telegrama »  du  4 août 1896 rapporte le naufrage dans le rio Magdalena du bateau à vapeur Saldaña, de la Compagnie Colombienne de Transport. 
Les jours suivants, il est mentionné dans ce même journal que, à la suite du naufrage, il a été retrouvé une caisse contenant  un paquet de faux billets de 50 dollars pour une somme totale de 16 500 dollars. L’article ajoute que des noms de suspect circulaient parmi les voyageurs. 
Un dernier article du journal  « El Telegrama »  du 25 août 1896 nous apprend que la justice n'était pas satisfaite des explications du Dr Hernando Villa, selon lesquelles le Général José Domingo Restrepo lui avait donné à Barranquilla un paquet  à destination de Bogota pour une personne  dénommée Nicanor Pérez. L'arrestation de Hernando Villa a été ordonnée, et malheureusement pour lui, l'affaire a été confiée au juge Ricardo Pardo, l'un des serviteurs de la justice colombienne les plus honnêtes et sans compromis, et qui, comme Robespierre, a été surnommé  l'incorruptible. Les efforts déployés en haut lieu par les amis de Villa, se sont brisés sur l'intégrité du juge Pardo. Il apporta la preuve que Villa était impliqué dans un gang de trafiquants de billets illégaux  et rechercha ses complices. Dix mois plus tard, des pressions politiques ont permis que  l'affaire soit confiée  à un juge moins pointilleux, qui a mis Villa en liberté sous caution.
Les biens de  la famille Villa avaient été saisis en 1895. Hernando Villa voyageait régulièrement entre Carthagène des Indes et Barranquilla. De 1895 jusqu’au naufrage du bateau à vapeur Saldaña, la Colombie fut inondée de faux billets et comme par miracle, la famille Villa avait retrouvé son ancienne aisance économique. Une seule personne pouvait relier l'avocat conservateur distingué Hernando Villa avec l'émission de faux billets. Cette personne s’appelait  José Asunción Silva, le célèbre poète Colombien. Il  avait  eu vent d’un  trafic entre Don Hernando Villa, Don Jorge Holguín, Don Roberto Suárez Lacroix. Silva a révélé cette affaire au Président Miguel Antonio Caro, qui lui a demandé de recueillir des preuves. Il semble qu’il ait chèrement payé ce service. Ses amis se firent de plus en plus rares, la famille de sa grand-mère maternelle lui tourna le dos, et les membres de la bonne société de Bogota l’ignorèrent. Il fut livré à vendre ses effets personnels pour rembourser ses créanciers et honorer son loyer. Finalement, José Asuncion Silva est mort tragiquement  à  Bogotá, le 24 mai 1896, d'un coup de pistolet.  La thèse officielle mentionne un suicide, mais vu le contexte, les circonstances de sa mort restent mystérieuses et il n’est pas interdit de penser qu’il s’agissait en réalité d’un assassinat maquillé en suicide. En effet, deux témoins ont vu Hernando Villa et la victime le jour de sa mort. De plus, Hernando Villa partit précipitamment  de Bogotá le 26 mai à destination de Carthagène, et pour finir, il était présenté comme l'un des tireurs militaires conservateurs les plus efficaces de la guerre des Mille Jours.  Le 1er juin, Bogotá était encore en effervescence avec des ragots et des commentaires sur la mort de José Asuncion, dont le suicide interrogeait. Vingt ans plus tard, Roberto Suarez Lacroix  qualifia l’assassinat de son oncle José Asunción Silva de... politique!
Après avoir accusé le Général Restrepo, les conservateurs tentèrent d'impliquer d'autres libéraux dont  le Général Benjamin Ruiz. Ce dernier se défendit en arguant  qu' "on ne pouvait concevoir que des membres des deux partis antagonistes, libéraux et  conservateurs, puissent être unis dans le but de fabriquer de la fausse monnaie..."
Le 30 octobre 1897, Fernando Campos M. écrivit de New York une lettre à Benjamin Ruiz dans laquelle il dit qu'il est bon de savoir qu'à New York on sait que les autorités colombiennes ont mis la main sur des faux billets qui ont été fabriqués dans cette ville par Ricardo Requesens pour les conservateurs colombiens et que ces mêmes billets ont été retrouvés en possession de Villa. Il ajoute que ce dernier s'est défendu en disant que les billets lui venaient du Général Jose Domingo Restrepo alors que Ricardo Requesens soutenait que ces mêmes billets lui venaient de Benjamin Ruiz. La vérité était donc simple et implacable : Requesens avec des républicains colombiens faisait partie d'une association de malfaiteurs qui émettait de New York de la fausse monnaie colombienne. Requesens confia à New York un paquet de faux billets à Villa qu'il devait remettre à ses amis républicains colombiens. C'était sans compter sur le naufrage du bateau à vapeur Saldaña...
Le procès d'Hernando Villa  eut finalement  lieu le 31 août 1898. Il fut défendu par un des meilleurs avocats, le Dr Carlos Martínez Silva (es).
« La Crónica » (liberal directorista, anti-Uribe) dans son édition du 1er septembre 1898, raconte son procès au cours duquel son  avocat n'a cessé de répéter  la version des faits de  Villa, ajoutant que son client ignorait le contenu du paquet. Le verdict du jury fut l'acquittement.
Un article en date du 26 novembre 1898 du journal « El Autonomista », (liberal pro- Uribe) présente une lettre de Rafael Uribe Uribe et la reproduction d'un article dans « El Espectador de Medellín », qui ne laissent aucun doute sur la responsabilité de Villa. On y apprend que José Domingo Restrepo a émigré au  Venezuela où il vit honnêtement de son  travail, et qu’aucun  Colombien qui le connait ne peut croire à cette fable misérable dans laquelle on a cité son nom. Considéré comme un  des opposants les plus virulents et les plus tenaces de la politique de Regeneración, il est présenté comme la victime d’une manipulation gouvernementale destinée à salir son honneur  et à troubler sa tranquillité. En effet, si le Général Restrepo avait été un coupable crédible, la presse  se serait emparée de cette affaire et la justice colombienne   n'aurait eu de cesse de  demander au Gouvernement vénézuélien l'extradition de l'accusé. Enfin, il est difficile de croire que le Général Restrepo ait pu confier un paquet de faux billets à un de ses ennemis politiques. Il est à noter qu’Hernando Villa s’abstint de répondre à ces arguments.
Jose Domingo Restrepo Uribe est certainement mort en Amérique du Sud avant septembre 1911. Même mort, il ne fut pas épargné par ses anciens ennemis de l'Église catholique soutenue par les républicains. En 1922, dans son livre "Historia de la diocesis de Medellin.", faisant fi de toute charité chrétienne, le Père Ulpiano Ramirez Urrea rapporta : "Le Général José Domingo Restrepo s'est confessé avant de mourir, mais son cadavre ne put entrer dans l'église tant sa puanteur était insupportable."
Le discrédit par les insultes et l'annonce du châtiment divin étaient des mécanismes de défense bien connus de l'Église catholique colombienne. Au cœur d'une population  chrétienne, parler de punition divine était une arme puissante, car elle accréditait la terrible présence d'un Dieu vengeur. Ainsi, il était  préférable d'accepter les choses, de ne pas se rebeller contre ce que Dieu  a décidé et de ne rien faire contre l'Église.
Par la suite, la femme du général Restrepo, Jeanne Bayot et ses deux fils retournèrent en France et s'installèrent un temps à Châlons-sur-Marne. En effet, le 22 septembre 1911, Jeanne Bayot, veuve "qui a perdu la qualité de Française" demande devant le juge de paix de Châlons-sur-Marne, la naturalisation de son fils Henri (Victor Enrique) de Restrepo demeurant dans cette même ville. Enfin, le 3 avril 1920, Jose Domingo de Restrepo (fils) se marie à Chalons-sur-Marne avec Maria Berthe Riegel.

## Sources
- DICCIONARIO BIOGRÁFICO Y GENEALÓGICO DE LA ÉLITE ANTIOQUEÑA Y VIEJOCALDENSE. SEGUNDA MITAD DEL SIGLO XIX Y PRIMERA DEL XX JAVIER MEJÍA CUBILLOS, JAVIER MEJÍA CUBILLOS Primera edición en Sello Editorial Red Alma Mater, marzo de 2012 Pereira, Colombia  (ISBN 978-958-57364-0-5)
- GALERÍA DE NOTABILIDADES COLOMBIANAS Colección de Retratos del señor José Joaquín Pérez. Colección de tarjetas de visita de personajes históricos colombianos del siglo XIX y primeros años del siglo XX. 2 tomos.
- Plantas cultivadas y animales domésticos en América equinoccial IV: Plantas introducidas, Víctor Manuel Patiño, Cali Impr. Departamental, 1963.
- Editorial, Historia de la Agricultura en Antioquia, REVISTA FACULTAD NACIONAL DE AGRONOMIA Dirección: ALBERTO MOSQUERA Bibliotecario de la  Facultad Nacional de Agronomía AÑO IV  Nros. 16 Y 17 Apartado Aéreo NQ 568 - Dirección ·Postal: -Facultad Nal. de Agronomía. BIBLIOTECA: Teléfono NI) 132-30 - Medellín - Colombia S.  A. (Registrado  como artículo de 2~ clase en el Ministerio de Correos y  Telégrafos, el 8 de septiembre de 1939. - Licencia N9 648).
- Prosas de India Uribe, EL AMO DE LOS COLOMBIANOS, Juan de Dios Uribe 1859-1900
- SALVADOR CAMACHO ROLDAN, NOTAS DE VIAJE, (COLOMBIA Y ESTADOS UNIDOS DE AMERICA, BOGOTÁ LIBRERIA COLOMBIANA, CAMACHO ROLDAN & TAMAYO, 1890.
- Manifestación : 10 de Abril de 1880, Imprenta de Echeverría Hermanos, Bogotá.
- Pensamiento político católico en “la crisis de medio siglo” de Colombia: 1850-1900, Iván Darío Toro Jaramillo, 2000.
- GUERRA Y RELIGION EN COLOMBIA, CARLOS ARBOLEDA MORA, UNIVERSIDAD PONTIFICIA BOLIVARIANA, MEDELLIN, 2006.
- LA REBELLION, NOTICIAS DE LA GUERRA, BOGOTA, IMPRENTA DE LA LUZ, 1885.
- Felicitaciones-Estudio sobre las minas de oro y plata de Colombia, Vicente Restrepo.
- Un viaje al pasado, La Patria/  Opinión/ Pablo Mejía Arango / 2011-09-17 00
- Un soldado de la república en la Costa Atlántica, Rudecindo L.Cáceres, Bogotá : F. Pontón, 1888.
- El corazón del poeta: los sucesos reveladores de la vida y la verdad inesperada de la muerte de José Asunción Silva, Santos Molano, Enrique, Bogotá: Presidencia de la República, 1997.
- Ruiz, Benjamín. Exposición de el señor general Benjamín Ruiz, a las personas sensatas e imparciales. Maracaibo : s.n., 1900. Harvard University Library.
- Un mexicano en la guerra civil colombiana de 1895, Catarino Garza, Anuario Colombiano de Historia Social y de la Cultura, vol. 36, núm. 1, enero-junio, 2009, Universidad Nacional de Colombia.
- Diarito costarricense, san José de Costa Rica, 1er décembre 1893, numéro 12.
- "New York, Passenger Arrival Lists (Ellis Island), 1892-1924," index, FamilySearch (https://familysearch.org/pal:/MM9.1.1/J6RR-FNG : accessed 09 janvier 2014), Jose D. Restrepo, 13 décembre 1892; citing Adirondack, United States National Archives, Washington, D.C.